# حارة قرية الغرزه (صنعاء)
حارة قرية الغرزه هي إحدى حارات حي سعوان بمديرية شعوب إحد مديريات العاصمة اليمنية صنعاء، بلغ تعداد سكانها 86 نسمة حسب تعداد اليمن لعام 2004.